# Specie animali endemiche dell'Italia
Le specie animali endemiche dell'Italia censite fino ad ora sono rappresentate, per quanto riguarda il regno animale (quindi protozoi esclusi), da quasi 5 000 specie e si stima che rappresentino circa il 10% di quelle presenti in Italia. La percentuale è più alta tra gli invertebrati che tra i vertebrati (tra questi ultimi non supera il 3%) ed è più alta negli animali terrestri e d'acqua dolce (tra quelli marini è meno del 2%).
La percentuale è maggiore in Italia meridionale e in Sardegna, a causa del maggiore isolamento geografico. Fa eccezione la fauna ittica, tra la quale non vi è alcun endemismo sardo, mentre si annoverano numerose specie con areale limitato al bacino del Po o alle regioni che si affacciano sul mare Adriatico, soprattutto settentrionale.
Tra i vertebrati risultano endemici circa 80 taxa tra specie e sottospecie:

## Classe Cephalaspidomorphi

### Ordine Petromyzontiformes
- Famiglia Petromyzontidae
  - Lampetra zanandreai Vladykov, 1955) (Endemica nei bacini fluviali dell'Adriatico settentrionale)

## Classe Actinopterygii

### Ordine Acipenseriformes
- Famiglia Acipenseridae
  - Acipenser naccarii Bonaparte, 1836 (Endemica nell'areale dell'Alto Adriatico)

### Ordine Cypriniformes
- Famiglia Cyprinidae
  - Alburnus albidus (O. G. Costa, 1838) (Endemica in Abruzzo e Italia meridionale)
  - Alburnus arborella (Bonaparte, 1841) (Endemica del bacino dell'Adriatico: Italia settentrionale, ex Jugoslavia costiera e subcostiera e Albania)
  - Barbus caninus (Bonaparte, 1839) (Endemica nell'areale Padano-Veneto; introdotta in molti fiumi dell'Italia centrale)
  - Barbus plebejus (Bonaparte, 1839) (Endemica nell'areale Padano-Veneto)
  - Barbus tyberinus Bonaparte, 1839 (Endemica nei fiumi del versante tirrenico dell'Italia centrale, tra il Magra e il Sele; introdotta anche altrove; forse identico a B.plebejus)
  - Chondrostoma genei (Bonaparte, 1839) (Endemica nell'Italia settentrionale e nel versante adriatico degli Appennini; introdotta in Toscana, Liguria, Umbria e Lazio)
  - Chondrostoma soetta Bonaparte, 1840 (Endemica nell'areale Padano-Veneto, introdotta nell'Arno e in altri fiumi toscani a partire dagli anni ottanta)
  - Leucos aula (Bonaparte, 1841) (Endemica nell'areale Padano-Veneto, e nei fiumi tributari dell'alto Adriatico)
  - Sarmarutilus rubilio (Bonaparte, 1837) (Endemica in Italia centrale; introdotta in anni recenti in Romagna e in Sicilia)
  - Telestes muticellus (Bonaparte, 1837) (Endemica in Italia settentrionale e peninsulare fino a Campania e Molise)
  - Scardinius scardafa (Bonaparte, 1837) (Endemica del Lazio e del Lago Trasimeno, la validità della specie richiede conferma)
  - Squalius lucumonis (Bianco, 1983) (= Leuciscus lucumonis) (Endemica in Italia centrale, nell'Ombrone, nell'Arno superiore e in un tratto del Tevere)
- Famiglia Cobitidae
  - Cobitis bilineata Canestrini, 1865 (Endemica nell'Italia settentrionale e nelle Marche e in aree adriatiche limitate della Slovenia e della Croazia, forse una sottospecie di Cobitis taenia)
  - Cobitis conspersa Cantoni, 1882 (Endemica dell'Italia nordorientale; la validità della specie è dubbia, forse è sinonimo di Sabanejewia larvata)
  - Cobitis zanandreai Cavicchioli, 1965 (Endemica del bacino del Volturno e del Lago di Fondi)
  - Sabanejewia larvata (De Filippi, 1859) (Endemica nel bacino del Po; introdotta nel Lago Trasimeno e nei bacini di Tevere ed Ombrone)

### Ordine Salmoniformes
- Famiglia Salmonidae
  - Salmo fibreni Zerunian & Gandolfi, 1989 (Endemica nel fiume Fibreno e nel Lago di Posta Fibreno in Lazio)
  - Salmo [trutta] marmoratus (Cuvier, 1817) (Endemica nell'areale Padano-Veneto e in Slovenia; le popolazioni sono spesso ibridate con la forma nominale)
  - Salmo cettii Rafinesque, 1810 (Italia centromeridionale, Sardegna, Sicilia e Corsica, poche popolazioni relitte, ibridata con la forma nominale).
  - Salmo carpio Linnaeus, 1758 (endemico del Lago di Garda)

### Ordine Perciformes
- Famiglia Gobiidae
  - Knipowitschia panizzae (Verga, 1841) (Endemica delle regioni adriatiche italiane; introdotta sul versante tirrenico; nota anche del delta del fiume Evinos in Grecia)
  - Orsinigobius punctatissimus (Canestrini, 1864) (Endemica nell'Italia nordorientale)
  - Padogobius bonelli (Bonaparte, 1846) (Endemica nell'Italia settentrionale)
  - Neogobius nigricans (Canestrini, 1867) (Endemica nel versante tirrenico dell'Italia centrale)
  - Ninnigobius canestrinii (Ninni, 1883) (Endemica nelle acque costiere e salmastre del nord del bacino dell'Adriatico; una popolazione è stata introdotta anche in acque estuariali del Golfo di Taranto)
  - Pomatoschistus tortonesei (Miller, 1968) (Endemica di alcune lagune siciliane, presente anche in una stazione in Libia)

## Classe Amphibia

### Ordine Caudata
- Famiglia Salamandridae
  - Euproctus platycephalus (Gravenhorst, 1829) (Endemico della Sardegna)
  - Salamandra atra aurorae Trevisan, 1982 (Endemica dell'Altopiano di Asiago)
  - Salamandra lanzai Nascetti, Andreone, Capula & Bullini, 1988 (Endemica delle Alpi Cozie: Alta Valle del Po, Val Germanasca, Val Angrogna, Val Pellice e Val Chisone e del versante francese del Massiccio del Monviso)
  - Salamandra salamandra gigliolii Eiselt & Lanza, 1956 (Sottospecie endemica dell'Appennino e delle Alpi Marittime)
  - Salamandrina perspicillata (Savi, 1821) (Endemica degli Appennini a nord del fiume Volturno)
  - Salamandrina terdigitata (Lacépède, 1788) (Endemica dell'Appennino meridionale)
  - Triturus alpestris apuanus (Bonaparte, 1839) (Sottospecie endemica delle Alpi Marittime e dell'Appennino settentrionale e centrale)
  - Triturus alpestris inexpectatus Dubois & Breuil, 1983 (Sottospecie endemica della Calabria)
  - Lissotriton italicus (Peracca, 1898) (Endemico dell'Italia centrale e meridionale)
- Famiglia Plethodontidae
  - Speleomantes ambrosii (Lanza, 1955) (Endemico della Liguria orientale e nella Toscana nordoccidentale)
  - Speleomantes flavus (Stefani, 1969) (Endemico della Sardegna)
  - Speleomantes genei (Temminck & Schlegel, 1838) (Endemicao della Sardegna)
  - Speleomantes imperialis (Stefani, 1969) (Endemica in Sardegna)
  - Speleomantes italicus (Dunn, 1923) (Endemico dell'Appennino settentrionale e centrale)
  - Speleomantes strinatii (Aellen, 1958) (Endemico di una porzione della Francia sudorientale, delle Alpi liguri e Marittime e dell'Appennino settentrionale fino all'Emilia occidentale)
  - Speleomantes supramontis (Lanza, Nascetti & Bullini, 1986) (Endemico della Sardegna)

### Ordine Anura
- Famiglia Alytidae
  - Discoglossus pictus pictus Otth, 1837 (Endemica in Sicilia)
  - Discoglossus sardus Tschudi, 1837 (Endemica nell'area tirrenica: Sardegna, Corsica, isole di Hyères, Arcipelago Toscano e Monte Argentario)
- Famiglia Bombinatoridae
  - Bombina pachypus (Bonaparte, 1838) (a sud del Po, lungo tutta la dorsale appenninica sino alla Calabria)
- Famiglia Pelobatidae
  - Pelobates fuscus insubricus Cornalia, 1873 (Endemica del bacino Padano-Veneto; sottospecie probabilmente non valida)
- Famiglia Hylidae
  - Hyla intermedia (Bouienger, 1882) (Endemica dell'Italia peninsulare e della Sicilia, a Nord Est fino al Trentino e al confine sloveno)
  - Hyla sarda (De Betta, 1853) (Endemica in Sardegna, Corsica e nell'Arcipelago Toscano)
- Famiglia Ranidae
  - Rana italica Dubois, 1987 (Endemica nell'Appennino)
  - Rana latastei Boulenger, 1879 (Endemica nella Pianura Padana, in limitate zone del Canton Ticino e della Slovenia confinanti con l'Italia, nonché in qualche stazione isolata dell'Istria)
- Famiglia Bufonidae
  - Bufotes boulengeri siculus Stöck et al., 2008 (Endemica della Sicilia)

## Classe Reptilia

### Ordine Testudinata
- Famiglia Emydidae
  - Emys trinacris Fritz et al., 2005 (Endemica in Sicilia)

### Ordine Squamata
- Famiglia Lacertidae
  - Algyroides fitzingeri (Wiegmann, 1834) (Endemica in Corsica e in Sardegna)
  - Archaeolacerta bedriagae (Camerano, 1885) (Endemica in Corsica e in Sardegna)
    - Archaeolacerta bedriagae paessleri (Mertens, 1927) (Endemica in Sardegna)
    - Archaeolacerta bedriagae sardoa (Peracca, 1903) (Endemica in Sardegna)

  - Podarcis filfolensis (Bedriaga, 1876) (Endemica a Malta e nelle Isole Pelagie)
    - Podarcis filfolensis laurentiimuelleri (Fejérváry, 1924) (Endemica nelle Isole Pelagie)

  - Podarcis raffonei (Mertens, 1952) (Endemica delle Eolie)
  - Podarcis tiliguerta (Gmelin, 1789) (Endemica in Sardegna e in Corsica)
    - Podarcis tiliguerta ranzii (Lanza, 1967) (Endemica in Sardegna)
    - Podarcis tiliguerta toro (Mertens, 1932) (Endemica dell'Isola il Toro)

  - Podarcis waglerianus Gistel, 1868 (Endemica in Sicilia)
  - P. siculus coeruleus Eimer, 1872 (Endemica dei Faraglioni di Capri)
- Famiglia Scincidae
  - Chalcides chalcides chalcides (Linnaeus, 1758) (Endemica in Italia peninsulare, Sicilia ed Elba)
- Famiglia Colubridae
  - Zamenis lineatus (Suckow, 1798) (Endemica in Italia meridionale e in Sicilia)
  - Natrix natrix calabra (Vanni & Lanza, 1983) (Endemica in Calabria)
  - Natrix natrix cettii Gené, 1839 (Endemica in Sardegna)
  - Natrix natrix sicula (Cuvier, 1829) (Endemica in Sicilia)
- Famiglia Viperidae
  - Vipera ursinii ursinii (Bonaparte, 1835) (Endemica nell'Appennino abruzzese)
  - Vipera aspis francisciredi Laurenti, 1768 (Endemica in Italia centro-settentrionale)
  - Vipera aspis hugyi Schinz, 1833 (Endemica in Italia meridionale e Sicilia)
  - Vipera walser Ghielmi, Menegon, Marsden, Laddaga & Ursenbacher, 2016 (Endemica nelle Alpi Occidentali)

## Classe Aves

### Ordine Accipitriformes
- Famiglia Accipitridae
  - Accipiter gentilis arrigonii, Kleinschmidt, 1903 (Endemica della Sardegna e della Corsica)
  - Accipiter nisus wolterstorffi, Kleinschmidt, 1901 (Endemica della Sardegna e della Corsica)
  - Buteo buteo arrigonii (Endemica della Sardegna e della Corsica)

### Ordine Passeriformes
- Famiglia Passeridae
  - Passer italiae

## Classe Mammalia

### Ordine Soricomorpha
- Famiglia Soricidae
  - Sorex samniticus Altobello, 1926 (Endemica nell'Italia peninsulare)
  - Crocidura ichnusae Festa, 1912 (Endemica in Sardegna)
  - Crocidura russula cossyrensis Contoli, 1989 (Endemica dell'Isola di Pantelleria)
  - Crocidura sicula Miller, 1901 (Endemica in Sicilia e nelle Isole Maltesi)
- Famiglia Talpidae
  - Talpa romana Thomas, 1902 (Endemica in Italia centrale e meridionale)

### Ordine Chiroptera
- Famiglia Vespertilionidae
  - Plecotus sardus Mucedda, Kiefer, Pidinchedda & Veith, 2002 (Endemica in Sardegna)

### Ordine Lagomorpha
- Famiglia Leporidae
  - Lepus corsicanus de Winton, 1898 (Endemica della Sicilia e dell'Italia peninsulare; introdotta in Corsica)
  - Lepus capensis mediterraneus Wagner, 1758 (Endemica della Sardegna)

### Ordine Rodentia
- Famiglia Gliridae
  - Eliomys quercinus liparensis Kahmamm, 1960 (Endemica dell'isola di Lipari)
  - Eliomys quercinus sardus Barrett-Hamilton, 1901 (Endemica in Sardegna)
- Famiglia Microtidae
  - Microtus savii de Sélys Longchamps, 1838) (Endemica dell'Italia e della Sicilia, marginalmente anche in Francia sudorientale e Svizzera meridionale)
- Famiglia Sciuridae
  - Sciurus meridionalis Lucifero, 1907 (Endemica di Calabria e Basilicata)

### Ordine Carnivora
- Famiglia Canidae
  - Canis lupus italicus (Altobello, 1921) (Endemica dell'Appennino, con areale esteso alle Alpi Occidentali e alla Svizzera meridionale)
  - Vulpes vulpes ichnusae Miller, 1907 (Endemica della Sardegna e della Corsica)
- Famiglia Ursidae
  - Ursus arctos marsicanus Altobello, 1921 (Endemica dell'Appennino centrale)

### Ordine Artiodactyla
- Famiglia Suidae
  - Sus scrofa meridionalis Forsyth Major, 1882 (Endemica in Sardegna e Corsica)
- Famiglia Cervidae
  - Cervus elaphus corsicanus Erxleben, 1777 (Endemica in Sardegna e Corsica)
  - Capreolus capreolus italicus Festa, 1925 (Endemica, con popolazioni relitte nella Tenuta presidenziale di Castelporziano in Lazio, nella Foresta Umbra in Puglia, nei Monti di Orsomarso in Calabria e in Maremma tra Toscana meridionale e Lazio settentrionale)
- Famiglia Bovidae
  - Ovis orientalis musimon Pallas, 1811) (Endemica in Sardegna; introdotta in Italia peninsulare e in Sicilia)
  - Capra ibex ibex Linnaeus, 1758 (Endemica delle Alpi, sopravvissuta nel Gran Paradiso e successivamente reintrodotta altrove)
  - Rupicapra pyrenaica ornata Neumann, 1899 (Endemica dell'Appennino centrale)